# City of No Reply
City of No Reply je první sólové studiové album americké zpěvačky Amber Coffman, vydané roku 2017. Vydala jej společnost Columbia Records. Vydání alba bylo oznámeno dne 6. října 2016, kdy byl rovněž vydán první singl nazvaný „All to Myself“. K písni byl rovněž natočen videoklip, jehož režisérkou byla zpěvačka sama. Jako druhá píseň z desky byla koncem března 2017 zveřejněna „No Coffee“. Dne 19. května byla představena třetí píseň, sice „Nobody Knows“. Dne 25. května 2017, osm dní před vydáním, bylo album streamováno na serveru NPR.
Zahájení prací na svém sólovém albu oznámila již koncem roku 2013. Pří té příležitosti se rovněž přestěhovala z New Yorku do Los Angeles. Na nahrávce se výrazně (jako spoluautor písní a producent) podílel David Longstreth, zpěvaččin bývalý přítel a spoluhráč ze skupiny Dirty Projectors. Na desce se podíleli i další členové této skupiny, například zpěvačky Angel Deradoorian a Haley Dekle či bubeník Michael Johnson. Časopis Rolling Stone album zařadil na devatenáctou příčku žebříčku dvaceti nejlepších popových alb roku.

## Seznam skladeb
| Pořadí | Název                | Délka |
| ------ | -------------------- | ----- |
| 1.     | All to Myself        | 5:39  |
| 2.     | No Coffee            | 4:06  |
| 3.     | Dark Night           | 3:43  |
| 4.     | City of No Reply     | 3:51  |
| 5.     | Miss You             | 4:39  |
| 6.     | Do You Believe       | 3:43  |
| 7.     | If You Want My Heart | 3:41  |
| 8.     | Nobody Knows         | 3:47  |
| 9.     | Under the Sun        | 3:24  |
| 10.    | Brand New            | 5:03  |
| 11.    | Kindness             | 4:15  |